# Крикет на летних Олимпийских играх 1900
Соревнования по крикету на летних Олимпийских играх 1900 прошли 19 и 20 августа. Всего прошёл один матч между командами по 12 человек между Великобританией и Францией, который выиграли британцы. Это пока единственное соревнования по крикету за все Олимпийские игры. Матч прошёл на «Велодроме де Винсен».
Подавляющее большинство игроков сборной Франции составляли британские подданные.
В 2023 году было принято решение, что крикет вернётся в программу летних Олимпийских игр в 2028 году.

## Медали
(Жирным выделено самое большое количество медалей в своей категории; принимающая страна также выделена)
| Общее количество медалей | Общее количество медалей                | Общее количество медалей | Общее количество медалей | Общее количество медалей | Общее количество медалей |
| Место                    | Страна                                  | Золото                   | Серебро                  | Бронза                   | Всего                    |
| ------------------------ | --------------------------------------- | ------------------------ | ------------------------ | ------------------------ | ------------------------ |
| 1                        | Великобритания                          | 1                        | 0                        | 0                        | 1                        |
| 2                        | Союз французских спортивных товариществ | 0                        | 1                        | 0                        | 1                        |

## Предыстория
Соревнования по крикету должны были пройти в 1896 году в Афинах, однако тогда не набралось необходимого количества участников. На Парижских играх также были проблемы со спортсменами — Бельгия и Нидерланды отказались от участия на Олимпийских играх. В результате на турнире остались две страны — хозяйка соревнований Франция, а также Великобритания.

## Составы
Для выбора составов команд не проводилось никаких отборочных соревнований. Сборная Великобритании, которая состояла из игроков Англии, была представлена игроками туристического клуба «Девон энд Сомерсет Уондерерс». Дополнительно пятеро игроков были выбраны из крикетного клуба «Касл Кэри». Позднее в «Журнале олимпийской истории» говорили, что игроки на Олимпиаде-1900 были явно средними, и только двое игроков были высококлассными — Монтагу Толлер и Альфред Бауэрман, игравшие за клуб графства Сомерсет в конце 1890-х и начале 1900-х.
Французские игроки были выбраны из клубов, которые входили в Союз французских спортивных товариществ (фр. Union des Sociétés Françaises de Sports Athlétiques), но фактически выбор проводили только из двух клубов — «Юнион» и «Стандарт Атлетик». При этом в этих клубах, в основном, выступали английские подданные. В частности, клуб «Стандарт Атлетик» был основан рабочими из Англии, которые приехали во Францию для строительства Эйфелевой башни.

### Игроки
(в скобках указано количество выигранных очков; кроме того Великобритания получила 13, а Франция 15 дополнительных очков)
- Британская команда Великобритания
  - Джордж Бакли (2)
  - Альфред Бауэрман (66)
  - Френсис Бёрчелл (0)
  - Артур Биркетт (1)
  - Чарльз Бичкрофт (77)
  - Уильям Донн (6)
  - Фредерик Каминг (56)
  - Гарри Корнер (9)
  - Фредерик Кристиан (0)
  - Альфред Пауэсленд (14)
  - Джон Саймс (16)
  - Монтагу Толлер (2)

- Франция
  - Уильям Андерсон (8)
  - Уильям Аттриль (0)
  - У. Браунинг (0)
  - Д. Брейд (32)
  - Тимоти Жордан (11)
  - Артур Мак-Ивой (1)
  - Робер Орн (16)
  - Дуглас Робинсон (0)
  - Ф. Рокве (0)
  - Анри Терри (3)
  - Филипп Томалин (9)
  - Альфред Шнейдо (9)

## Соревнование
Всего прошёл только один матч между британской и французской командой, который выиграла Великобритания. Команды составляли 12 человек. Матч прошёл в 2 иннингса, один из которых прошёл 19 августа, а другой 20 августа.
Первоначально задумывали провести стандартный матч с 11 игроками, однако затем решили увеличить число спортсменов до 12. В первом иннингсе первыми отбивали британцы, которые сумели набрать 117 очков. Больше всех принёс очков своей сборной Фредерик Каминг (38 очков). 23 очка британцам принёс Чарльз Бичкрофт. Затем стороны поменялись местами; не набравший очков Фредерик Кристиан, когда британцы были отбивающими, сумел разрушить семь калиток французов, и хозяева соревнований в первом иннингсе набрали 78 очков.
На следующий день, 20 августа, состоялся второй иннингс. Британцы сумели набрать 145 ранов, будучи отбивающими, при этом у них оставалось ещё 5 неразрушенных калиток и преимущество в 184 рана. Британская команда совершила объявление и первая половина иннингса завершилась. Чарльз Бичкрофт вновь оказался лучшим в команде, набрав 59 очка. Для победы французам нужно было набирать 185 ранов, но уже после набора одиннадцати были разрушены десять их калиток. Французы пытались тянуть время, пытаясь свести матч вничью (если иннингс не завершается в отведённое время, по правилам крикета присуждается ничья даже при явном преимуществе). Однако за пять минут до планируемого окончания матча, британцы разрушили одиннадцатую калитку и выиграли олимпийское золото с преимуществом с 158 ранов. Лучшим боулером британцев во втором иннингсе стал Монтегу Толлер, разрушивший семь калиток.
И победители, и проигравшие получили в качестве подарков миниатюрные статуэтки Эйфелевой башни. Британцам были вручены серебряные награды, а французам бронзовые. Матч освещался плохо, о нём ничего не было написано в газетах Англии и Франции, информация была только в местных газетах графства Девон.
| Победитель     | Счёт             | Проигравший                             |
| -------------- | ---------------- | --------------------------------------- |
| Великобритания | 262:104 (117:78) | Союз французских спортивных товариществ |

### Набор очков
| Великобритания     | Первый иннингс         | Первый иннингс | Второй иннингс         | Второй иннингс |
| Бэтсмен            | Вывод бэтсмена из игры | Раны           | Вывод бэтсмена из игры | Раны           |
| ------------------ | ---------------------- | -------------- | ---------------------- | -------------- |
| Чарльз Бичкрофт    | b Аттрилль             | 23             | ран аут                | 54             |
| Артур Биркетт      | b Андерсон             | 1              |                        |                |
| Джон Саймс         | c Андерсон, b Робинсон | 15             | c Аттрилль, b Роке     | 1              |
| Фредерик Каминг    | c Браунинг, b Мак-Ивой | 38             | c Аттрилль, b Мак-Ивой | 18             |
| Монтагу Толлер     | b Мак-Ивой             | 2              |                        |                |
| Альфред Бауэрман   | b Андерсон             | 7              | b Роке                 | 59             |
| Альфред Паулэсленд | c Робинсон, b Браунинг | 10             | b Роке                 | 4              |
| Уильям Донн        | ран аут                | 6              |                        |                |
| Фредерик Кристиан  | b Андерсон             | 0              |                        |                |
| Джордж Бакли       | b Аттрилль             | 0              |                        |                |
| Фрэнсис Бёрчелл    | нот аут                | 0              |                        |                |
| Гарри Корнер       | lbw Андерсон           | 4              | нот аут                | 5              |
| Дополнительно      |                        | 9              |                        | 4              |
| Всего              |                        | 117            |                        | 145-5d         |

| Союз французских спортивных товариществ | Первый иннингс         | Первый иннингс | Второй иннингс         | Второй иннингс |
| Бэтсмен                                 | Вывод бэтсмена из игры | Раны           | Вывод бэтсмена из игры | Раны           |
| --------------------------------------- | ---------------------- | -------------- | ---------------------- | -------------- |
| Тимоти Жордан                           | c Корнер, b Кристиан   | 11             | b Толлер               | 0              |
| Альфред Шнейдо                          | b Кристиан             | 8              | b Паулэсленд           | 1              |
| Робер Орн                               | c Бакли, b Кристиан    | 15             | b Паулэсленд           | 1              |
| Анри Терри                              | c Каминг, b Паулэсленд | 2              | b Толлер               | 1              |
| Ф. Роке                                 | b Паулэсленд           | 0              | b Толлер               | 0              |
| Уильям Андерсон                         | b Кристиан             | 0              | b Толлер               | 8              |
| Дуглас Робинсон                         | b Кристиан             | 0              | b Паулэсленд           | 0              |
| Уильям Аттрилль                         | lbw Кристиан           | 0              | b Толлер               | 0              |
| У. Браунинг                             | b Кристиан             | 0              | b Толлер               | 0              |
| Артур Мак-Ивой                          | b Бауэрман             | 1              | c Кристиан, b Корнер   | 0              |
| Филипп Томалин                          | нот аут                | 3              | нот аут                | 6              |
| Джон Брейд                              | нот аут                | 25             | b Толлер               | 7              |
| Дополнительно                           |                        | 11             |                        | 2              |
| Всего                                   |                        | 78             |                        | 26             |

## После матча
Крикетчики Девона и Сомерсета сыграли ещё два матча во Франции, и исход оказался таким же, как и на Олимпийском турнире. Так как матч считался частью Всемирной выставки, отмечается, что игроки не осознавали, что принимали участие в Олимпийских играх. Позже было объявлено, что серебряные и бронзовые медали, врученные после матча, были «повышены» до золотых и серебряных, соответственно.
Крикет должен был состояться на Олимпийских играх 1904 года в Сент-Луисе, но вновь был отменён из-за недостатка игроков.

### Комментарии
1. 1 2 3  Франция в крикете была представлена как Смешанная команда[4]